# Contea di Jianshi
La contea di Jianshi (建始县S, Jiànshǐ XiànP) è una contea della Cina, situata nella provincia di Hubei e amministrata dalla prefettura autonoma tujia e miao di Enshi.